# Alsószuha
Alsószuha is een plaats (község) en gemeente in het Hongaarse comitaat Borsod-Abaúj-Zemplén. Alsószuha telt 520 inwoners (2001).